# Relaciones Honduras-Venezuela
Las relaciones Honduras-Venezuela se refieren a las relaciones internacionales que existen entre Honduras y Venezuela.

## sigloXX
En 1963 Venezuela cortó relaciones diplomáticas con el gobierno de Honduras bajo la doctrina Betancourt.[cita requerida]

## sigloXXI
Honduras estuvo entre los diez países de Centroamérica y el Caribe que suscribieron el Acuerdo Energético de Caracas el 19 de octubre de 2000, en el cual Venezuela vendería petróleo bajo condiciones preferenciales de pago, algunas de las cuales serían un año de gracia y quince años de crédito, con 2% de tasa de interés anual.
El 10 de octubre de 2008, el Congreso Nacional de Honduras aprobó la adhesión a la Alianza Bolivariana para los Pueblos de Nuestra América (ALBA). El presidente de Venezuela, Hugo Chávez, condenó el golpe de Estado en Honduras de 2009 contra Manuel Zelaya, llamando al pueblo hondureño a «no aceptar esa dictadura», y a los militares a que «neutralicen el golpe [de Estado]». En una alocución televisiva anunció que «Si juramentan a Micheletti, a Peleletti, a Gafetti o a Goriletti, lo derrocaremos. Lo derrocaremos, así lo digo», y posteriormente reafirmó la intención de su gobierno de devolver al poder a Manuel Zelaya mediante «lo que se tenga que hacer». Más tarde Chávez descartó cualquier tipo de intervención armada en Honduras, diciendo «Nunca lo haríamos, por el sacrosanto respeto a la soberanía de Honduras. No se trata de invasión ni de guerra».
Venezuela suspendió a Honduras del programa Petrocaribe como medida de rechazo al golpe de Estado y, seguidamente, se anunció la suspensión por tiempo indefinido del país del ALBA. El 15 de diciembre de 2009 se inició el procedimiento para retirarse definitivamente del ALBA, y el 12 de enero de 2010 el Congreso Nacional de Honduras  aprobó renunciar al tratado con 123 votos a favor y 5 en contra..
El 11 de agosto de 2016, Honduras se suscribió a un comunicado oficial de la Organización de Estados Americanos, respaldado por 15 de sus Estados miembros, para solicitarle al gobierno venezolano la realización "sin demoras" del referéndum revocatorio solicitado por la oposición de ese país a través de un "diálogo franco" entre las partes.
Durante las protestas en Venezuela de 2017, la cancillería de Honduras emitió un comunicado le exigió a Venezuela cumplir con el cronograma electoral para solventar la crisis nacional, pidió que se garantizara el derecho a la manifestación pacífica y expresó su pesar y rechazo por la muerte de ciudadanos durante las manifestaciones. Posteriormente el presidente de Venezuela, Nicolás Maduro, rechazó los resultados de las elecciones generales de Honduras del mismo año.
El 23 de febrero de 2018, Honduras votó a favor de una resolución de la Organización de Estados Americanos aprobada en una sesión extraordinaria que instaba al gobierno venezolano a reconsiderar la convocatoria de elecciones presidenciales y presentar un nuevo calendario electoral que hiciera posible la realización de elecciones con todas las garantías necesarias, y el 5 de junio volvió a votar a favor de una resolución en la cual se desconocían los resultados de las elecciones presidenciales del 20 de mayo donde se proclamó ganador a Nicolás Maduro.
En 2019 Honduras reconoció a Juan Guaidó como presidente interino de Venezuela.
Sin embargo tras tomar el poder Xiomara Castro retiró su reconocimiento y el 29 de febrero de 2022 reconoció a Nicolás Maduro como legitimo presidente ganador de las elecciones de 2018.